# آن دوناهو
آن دوناهو (بالإنجليزية: Ann Donahue)‏ هي كاتبة سيناريو أمريكية، ولدت في 1955.

## وصلات خارجية
- آن دوناهو على موقع IMDb (الإنجليزية)
- آن دوناهو على موقع ألو سيني (الفرنسية)
- آن دوناهو على موقع قاعدة بيانات الفيلم (الإنجليزية)
- آن دوناهو على موقع كينوبويسك (الروسية)